# Lng-schip-naar-schiptransfer
Een lng-schip-naar-schiptransfer is een ladingsoperatie waarbij twee lng-tankers lading uitwisselen. Met een cargopomp lost de ene gastanker zijn lading in de andere.

## Evolutie
Nog voor het idee er kwam voor de ontwikkeling van de procedures voor een commerciële lng-schip-naar-schiptransfer hadden er reeds twee lng-schip-naar-schiptransfers plaatsgevonden, als noodoplossing na het te grond lopen. Het meest bekende geval was dat van de "El paso Paul Kayser" nabij Gibraltar in 1979. Deze schip-naar-schip-transfers werden uitgevoerd zonder grote voorbereidingen, met tijdelijke oplossingen en maatregelen.
Op november 2005 werd voor de eerste keer een test uitgevoerd in de Golf van Mexico, door de schepen Excelsior en Excellence. Beide schepen werden beheerd en gecharterd door de firma's Exmar en Excelerate. Deze twee firma's zullen ook het verdere verloop van de evolutie in lng-schip-naar-schiptransfers bepalen. Op deze test werd enkel een verbinding gelegd en een druk- en lektest uitgevoerd.
De volgende twee tests werden ook in de Golf van Mexico uitgevoerd op 22 en 24 augustus 2006, weerom tussen de schepen Excelsior en Excalibur. Hier werd voor de eerste keer als test vloeibaar gas overgebracht tussen schepen, maar wel in zeer beperkte hoeveelheden. De totale hoeveelheid overgedragen lng op 22 augustus was 3872 m³ en op 24 augustus 16 777 m³. Bij de drie tests is het manoeuvre al varend uitgevoerd.
Op 10 februari 2007 werd voor de eerste keer een commerciële schip-naar-schip-transfer uitgevoerd in Scapa Flow, een baai in de Orkeney-eilanden. Hier zijn het manoeuvre en de transfer ten anker uitgevoerd. Er werd in totaal 132 296 m³ lng overgeladen van de Excalibur in de Excelsior.
Sindsdien zijn er geen lng-schip-naar-schip-transfers meer uitgevoerd. Wel waren er anno 2007 verschillende firma's die plannen hadden voor lng-schip-naar-schiptransfers, maar deze nog niet gerealiseerd hebben in de praktijk.

## Toekomst
Gezien de ontwikkelingen in het transport van lng tot 2007 werd verwacht dat er meer en meer lng-hergassingterminals in zee zouden komen. Er bestaan verschillende systemen om op zee lng om te zetten in aardgas. Het enige systeem dat anno 2007 operationeel was, was een lng-hergassingschip, door sommige SRV (shuttle regasification vessel) genoemd. Dit was een conventionele lng-tanker die over de mogelijkheid beschikte om lng als aardgas te lossen. Andere mogelijke systemen zijn onder andere een FPGP (floating power generation plant) en een FSRU (floating storage and regasification unit). Deze systemen zijn echter nog niet in de praktijk gerealiseerd.
Al deze verschillende systemen zijn verbonden met een pijpleiding naar het gasnetwerk om zo, naargelang de vraag en de marktprijs, aardgas in het netwerk te lossen. Allemaal moeten ze bevoorraad worden met lng. Sommige kunnen zelf naar een laadterminal varen, maar deze schepen zijn veel duurder dan een conventionele lng-tanker. Om het hoogste rendement te hebben, moeten ze dus zo veel mogelijk bezig zijn met het lossen van aardgas.
Het vervoeren van lng over zee moet daarom zo veel mogelijk overgelaten worden aan de conventionele lng-tankers. Deze kunnen dan deze hergassingsschepen bevoorraden met lng door middel van een schip-naar-schip-transfer.
Dit is de hoofdreden voor het bestaan van schip-naar-schip-transfers. Ook in andere gevallen, afhankelijk van onder meer tijd, plaats, land en economische toestand, kunnen dergelijke transfers nodig zijn.